# Maxim Integrated Products
Maxim Integrated è una società quotata in borsa che progetta, produce e vende dispositivi a semiconduttore. Negli anni l'azienda ha sviluppato oltre 6400 circuiti integrati che sono stati introdotti nei mercati della produzione industriale, delle telecomunicazioni, automotive, consumer e dei computer.
Ha sede centrale a San Jose, California (USA), il fatturato ammonta a 2,295 miliardi di dollari, ha 7040 dipendenti.

## Storia
Maxim Integrated è stata fondata nel 1983 da nove professionisti del settore dei semiconduttori che decisero di focalizzarsi sugli integrati mixed-signal.  Sulla base di un piano aziendale di due pagine, ottennero 9 milioni di dollari di finanziamento in venture capital per fondare l'azienda. Nel primo anno, l'azienda sviluppò 24 prodotti che fornirono una seconda fonte di reddito per la crescita futura. Nel 1986, la Maxim fece un grande balzo in avanti nei profitti, grazie l'introduzione del MAX232 per la comunicazione seriale RS232 caratterizzato dalla singola alimentazione a 5V.
Maxim, quindi, cominciò a crescere rapidamente e a differenziare sempre di più i suoi prodotti. Oggi, l'azienda offre al mercato 6400 circuiti integrati suddivisi in 28 categorie.